# Manganosegelerite
La manganosegelerite è un minerale.